# Danilo Kraljice
Danilo Kraljice – wieś w Chorwacji, w żupanii szybenicko-knińskiej, w mieście Szybenik. W 2011 roku liczyła 104 mieszkańców.